# 謝爾普霍夫區

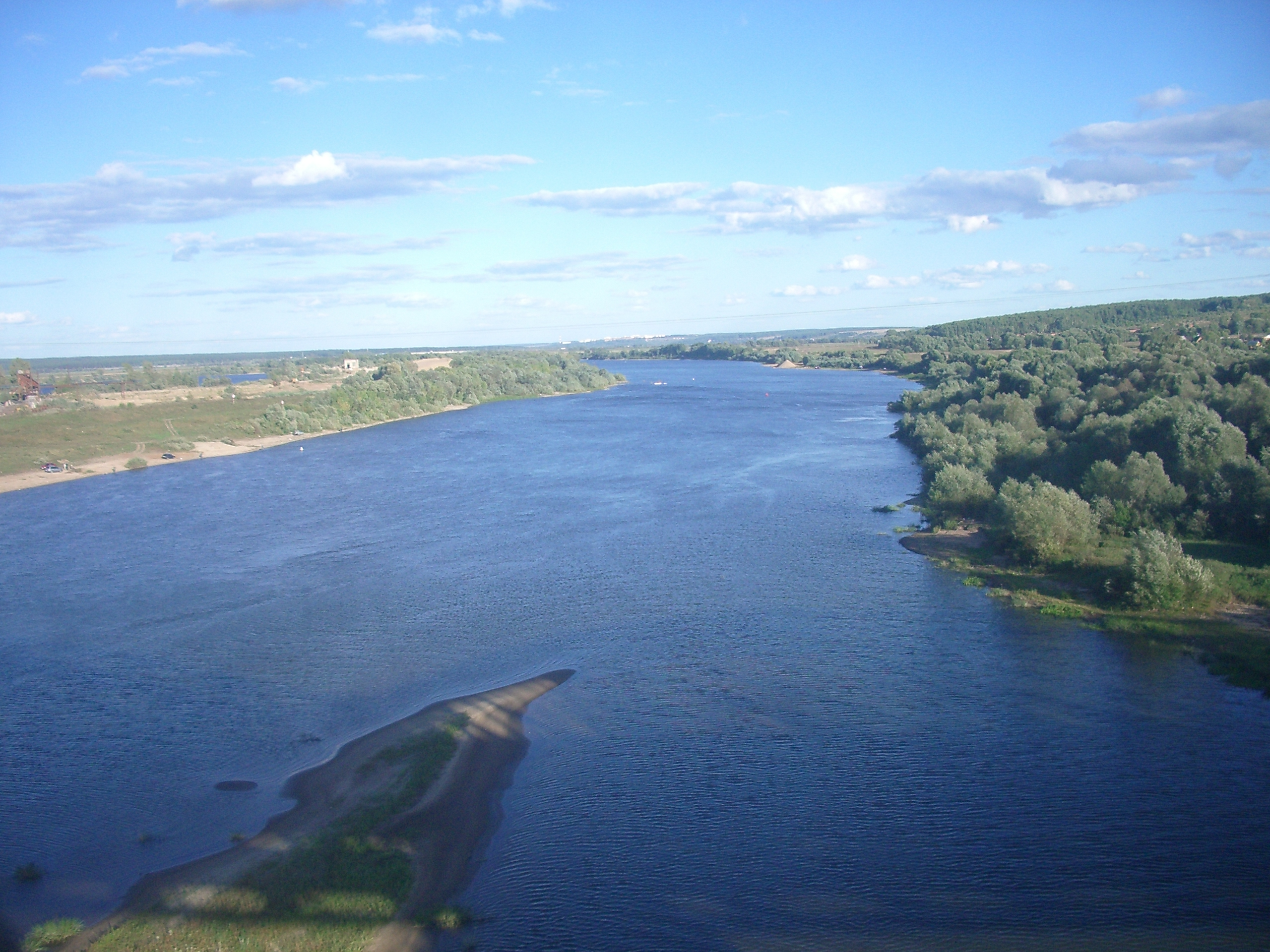

54°55′N 37°26′E / 54.917°N 37.433°E
謝爾普霍夫區（俄语：Серпуховский район），是俄羅斯的一個區，位於該國西部，由莫斯科州負責管轄，面積1,012.71平方公里，2010年人口35,173，人口密度每平方公里34.73人。